# Mezium affine
Mezium affine är en skalbaggsart som beskrevs av Anatole Auguste Boieldieu 1856. Enligt Catalogue of Life ingår Mezium affine i släktet Mezium och familjen Ptinidae, men enligt Dyntaxa är tillhörigheten istället släktet Mezium och familjen trägnagare. Arten har ej påträffats i Sverige. Inga underarter finns listade i Catalogue of Life.

## Bildgalleri

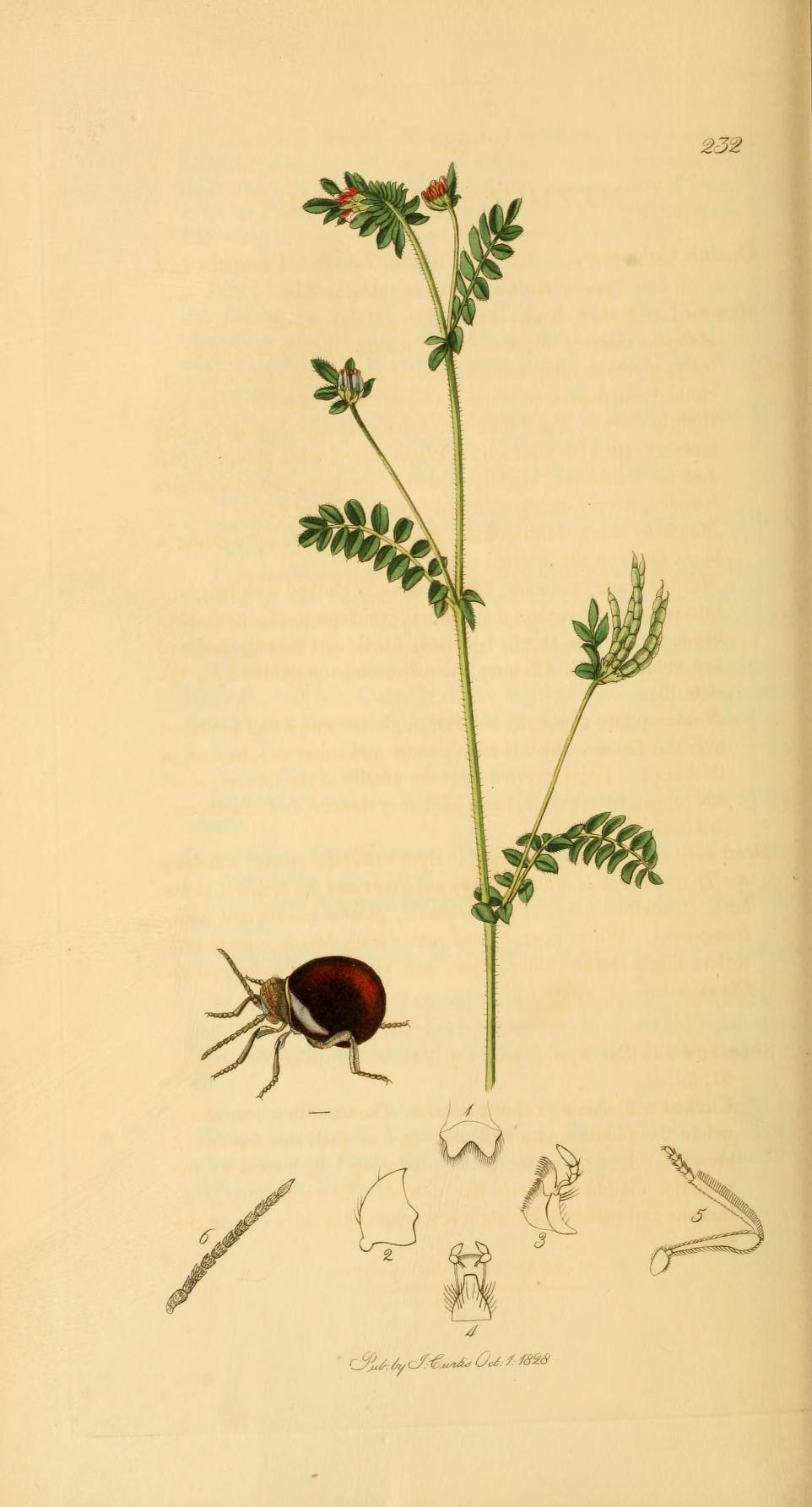
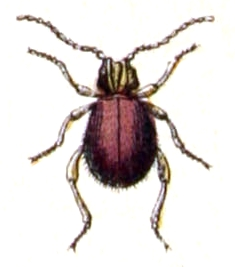